# Wybory prezydenckie w Republice Południowoafrykańskiej w 1898 roku

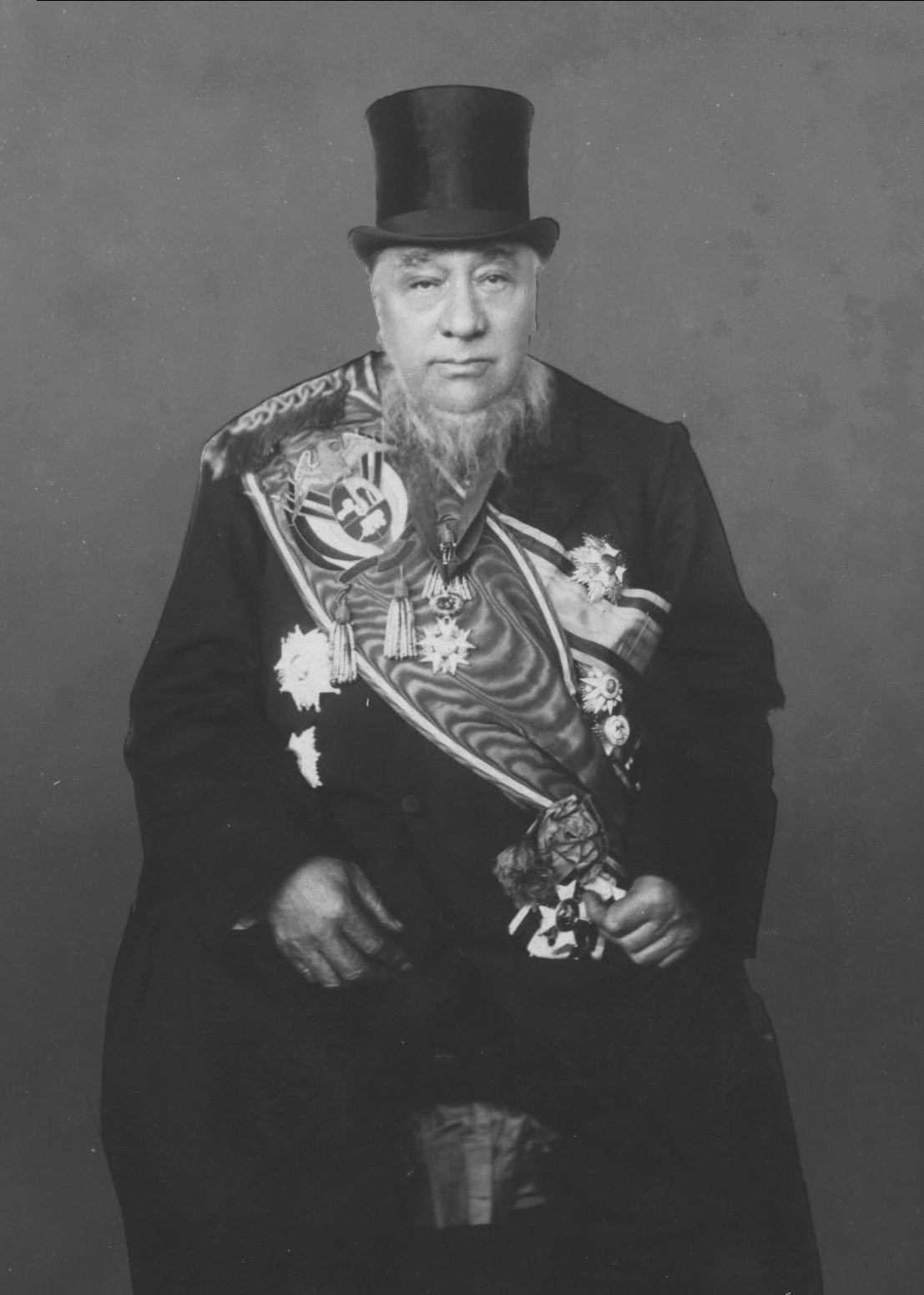
Paul Kruger, zwycięzca wyborów prezydenckich w 1898 roku

Wybory prezydenckie w Republice Południowoafrykańskiej w 1898 odbyły się w maju. O stanowisko prezydenta Transwalu rywalizowali Paulus Kruger, Schalk Willem Burger oraz Piet Joubert. Zdecydowane zwycięstwo (12 858 głosów) odniósł Kruger, który dzięki wzrostowi nastrojów antybrytyjskich po rajdzie Jamesona odbudował swoją popularność w społeczeństwie burskim. Było to czwarte jego zwycięstwo z rzędu (wcześniej wygrywał wybory w 1883, 1888 i 1893 roku). Drugie miejsce zajął, popierany przez środowiska liberałów, Burger (3750 głosów), na trzecim zaś uplasował się Joubert (2000 głosów).